# Завгаев, Ахмед Гапурович
Ахме́д Гапу́рович Завга́ев (10 января 1946, Токаревка, Карагандинская область — 9 сентября 2002, Надтеречный район, Чечня) — российский государственный деятель, Герой Российской Федерации (2002). Брат российского государственного деятеля Доку Завгаева.

## Биография
Ахмед Завгаев родился 10 января 1946 года на станции Нуринская посёлка Токаревка, Тельманского района Карагандинской области Казахской ССР в семье депортированных чеченцев.
В конце 1950-х годов переехал на Северный Кавказ. Проживал и работал в Чечено-Ингушской АССР, много лет руководил совхозом «Озёрный» Надтеречного района.
После прихода к власти в Чечне Джохара Дудаева Завгаев находился к нему в оппозиции.
В 1995—1996 годах он являлся министром торговли в правительстве Чеченской республики, возглавляемом его братом.
В 1996 году из-за угрозы своей жизни Завгаев покинул Чечню и поселился в Москве, где занимался бизнесом.
В конце 1999 года Завгаев вернулся в Чечню и принял активное участие в восстановлении её хозяйства.
С начала 2000 года он был главой администрации Надтеречного района. За время его руководства район стал крупнейшим в Чечне производителем сельскохозяйственной продукции. Завгаев мог бы стать членом Совета Федерации от Чечни, но отказался от этого. На его жизнь неоднократно покушались.

## Гибель
9 сентября 2002 года Завгаев был расстрелян автоматным огнём из засады на автомобильной дороге у села Бено-Юрт. От полученных ранений скончался в сельской больнице. Впоследствии группа боевиков, которая убила Завгаева, была разгромлена федеральными войсками, у её членов была изъята видеокассета с записью его убийства.

## Награды
Указом Президента Российской Федерации от 11 ноября 2002 года за «мужество и героизм, проявленные при выполнении служебного долга» Ахмед Завгаев посмертно был удостоен высокого звания Героя Российской Федерации.

## Память
Именем Завгаева названа улица в Грозном.